# Associated Press

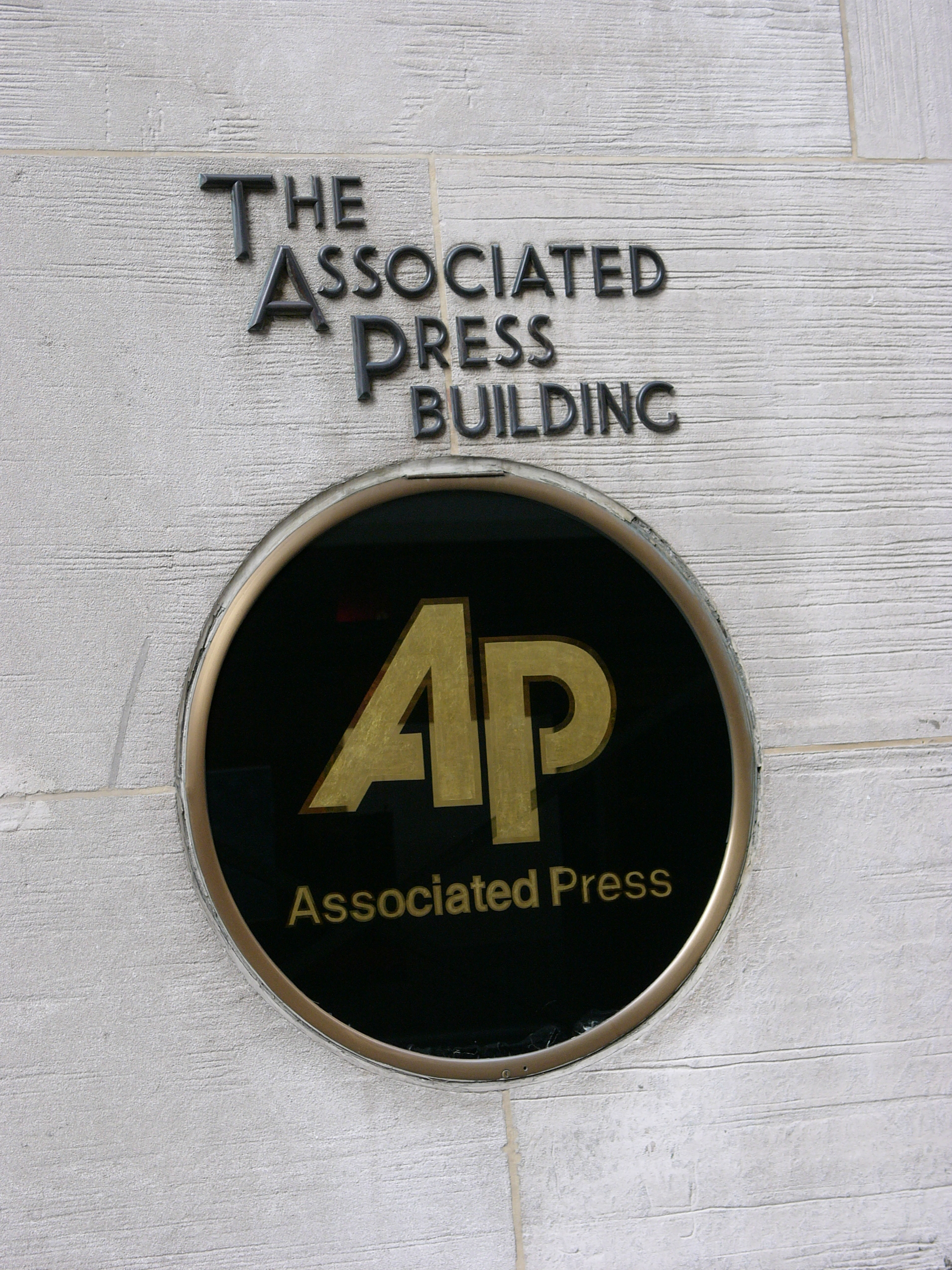

Associated Press (AP) este o companie americană care este una din cele mai mari agenții de știri din lume.
Compania a fost fondată în anul 1848
și are 243 de birouri în 97 de țări din întreaga lume.
AP este furnizor de știri pentru 1.700 de ziare și reviste, 5.000 de posturi de televiziune și radio din 121 țări, în 4 limbi.
Număr de angajați în 2008: 4.100
Cifra de afaceri în 2005: 654 milioane dolari
Venit net în 2005: 18 milioane dolari